# Olympische Sommerspiele 2020/Schwimmen – 100 m Freistil (Frauen)
Der Schwimmwettkampf über 100 Meter Freistil der Frauen bei den Olympischen Spielen 2020 in Tokio wurde vom 28. bis 30. Juli 2021 im Tokyo Aquatics Centre ausgetragen.
Es fanden sieben Vorläufe statt. Die 16 schnellsten Schwimmerinnen aller Vorläufe qualifizierten sich für zwei Halbfinals. Für das Finale qualifizierten sich die acht zeitschnellsten Schwimmerinnen beider Halbfinals.
Marie Wattel und Ranomi Kromowidjojo belegten zeitgleich den 16. Platz. Das nötige Ausschwimmen zwischen den beiden fiel nach dem Rückzug von Ranomi Kromowidjojo aber aus. Sie wollte sich auf die 50 m Freistil konzentrieren. Anschließend mussten Erika Brown und Wu Qingfeng als zeitgleiche 18. ins Ausschwimmen um festzulegen, wer die erste Nachrückerin ist. Das Ausschwimmen gewann Erika Brown. Dass es wichtig ist, die erste Nachrückerin auszuschwimmen, zeigte sich noch am selben Tag, als sich Kayla Sanchez nach dem Vorlauf aus dem Wettbewerb zurückzog und somit Erika Brown ins Halbfinale einzog. Als sich später auch noch Yang Junxuan zurückzog, durfte die im Ausschwimmen unterlegene Wu Qingfeng doch noch im Halbfinale starten.
Abkürzungen:
 WR = Weltrekord, OR = olympischer Rekord, AS = asiatischer Rekord, NR = nationaler Rekord, PB = persönliche Bestleistung, JWB = Jahresweltbestzeit

## Rekorde
Vor Beginn der Olympischen Spiele waren folgende Rekorde gültig.
| Weltrekord         | Sarah Sjöström               | 51,71 s | Budapest, Ungarn          | 23. Juli 2017   |
| Olympischer Rekord | Penny Oleksiak Simone Manuel | 52,70 s | Rio de Janeiro, Brasilien | 11. August 2016 |

Während der Olympischen Spiele wurde folgender Rekord gebrochen:
| Olympischer Rekord | Emma McKeon | 51,96 s | Tokio, Japan | 30. Juli 2021 |

## Vorläufe
Mittwoch, 28. Juli 2021, 12:00 Uhr MESZ
 

### Vorlauf 1
| Platz | Bahn | Schwimmerin      | Nation     | Zeit        | Anmerkung |
| ----- | ---- | ---------------- | ---------- | ----------- | --------- |
| 1     | 3    | Abiola Ogunbanwo | Nigeria    | 59,74 s     | NR        |
| 2     | 4    | Andela Antunović | Montenegro | 1:00,01 min |           |
| 3     | 5    | Gaurika Singh    | Nepal      | 1:00,11 min |           |
| 4     | 6    | Mineri Gomez     | Guam       | 1:04,00 min |           |

### Vorlauf 2
| Platz | Bahn | Schwimmerin            | Nation         | Zeit    | Anmerkung |
| ----- | ---- | ---------------------- | -------------- | ------- | --------- |
| 1     | 4    | Mia Blazhevska Eminova | Nordmazedonien | 57,19 s |           |
| 2     | 3    | Jillian Crooks         | Cayman Islands | 57,32 s |           |
| 3     | 5    | Jenjira Srisa-Ard      | Thailand       | 57,42 s |           |
| 4     | 7    | Maria Schutzmeier      | Nicaragua      | 57,94 s |           |
| 5     | 1    | Colleen Furgeson       | Marshallinseln | 58,71 s |           |
| 6     | 2    | Warsenik Manutscharjan | Armenien       | 59,18 s |           |
| 7     | 6    | Jeanne Boutbien        | Senegal        | 59,27 s |           |
| 8     | 8    | Catarina Sousa         | Angola         | 59,35 s |           |

### Vorlauf 3
| Platz | Bahn | Schwimmerin              | Nation      | Zeit    | Anmerkung |
| ----- | ---- | ------------------------ | ----------- | ------- | --------- |
| 1     | 4    | Kalia Antoniou           | Zypern      | 55,38 s |           |
| 2     | 6    | Anicka Delgado           | Ecuador     | 55,56 s | NR        |
| 3     | 5    | Farida Osman             | Ägypten     | 55,74 s |           |
| 4     | 7    | Snæfríður Jórunnardóttir | Island      | 56,15 s |           |
| 5     | 1    | Bianca Costea            | Rumänien    | 56,35 s |           |
| 6     | 3    | Ieva Maļuka              | Lettland    | 56,39 s |           |
| 7     | 2    | Miriam Sheehan           | Puerto Rico | 56,64 s |           |
| 8     | 8    | Amel Melih               | Algerien    | 56,65 s |           |

### Vorlauf 4
| Platz | Bahn | Schwimmerin           | Nation    | Zeit    | Anmerkung |
| ----- | ---- | --------------------- | --------- | ------- | --------- |
| 1     | 8    | Fanny Teijonsalo      | Finnland  | 54,69 s |           |
| 2     | 5    | Erin Gallagher        | Südafrika | 54,75 s |           |
| 3     | 7    | Maria Ugolkova        | Schweiz   | 54,86 s |           |
| 4     | 4    | Lidón Muñoz del Campo | Spanien   | 54,97 s |           |
| 5     | 3    | Anastassija Schkurdaj | Belarus   | 55,17 s |           |
| 6     | 6    | Larissa Oliveira      | Brasilien | 55,53 s |           |
| 7     | 2    | Julie Meynen          | Luxemburg | 55,69 s |           |
| 8     | 1    | Quah Ting Wen         | Singapur  | 56,36 s |           |

### Vorlauf 5
| Platz | Bahn | Schwimmerin      | Nation             | Zeit    | Anmerkung |
| ----- | ---- | ---------------- | ------------------ | ------- | --------- |
| 1     | 4    | Sarah Sjöström   | Schweden           | 52,91 s |           |
| 2     | 2    | Pernille Blume   | Dänemark           | 52,96 s |           |
| 3     | 5    | Femke Heemskerk  | Niederlande        | 53,10 s |           |
| 4     | 3    | Abbey Weitzeil   | Vereinigte Staaten | 53,21 s |           |
| 5     | 1    | Signe Bro        | Dänemark           | 53,54 s |           |
| 6     | 6    | Charlotte Bonnet | Frankreich         | 53,67 s |           |
| 7     | 7    | Marija Kamenewa  | ROC                | 53,92 s |           |
| 8     | 8    | Janja Šegel      | Slowenien          | 54,73 s |           |

### Vorlauf 6
| Platz | Bahn | Schwimmerin         | Nation             | Zeit    | Anmerkung |
| ----- | ---- | ------------------- | ------------------ | ------- | --------- |
| 1     | 4    | Emma McKeon         | Australien         | 52,13 s | OR        |
| 2     | 5    | Siobhán Haughey     | Hongkong           | 52,70 s | AS        |
| 3     | 6    | Anna Hopkin         | Großbritannien     | 52,75 s | NR        |
| 4     | 2    | Marie Wattel        | Frankreich         | 53,71 s |           |
| 4     | 3    | Ranomi Kromowidjojo | Niederlande        | 53,71 s | Rückzug   |
| 6     | 7    | Erika Brown         | Vereinigte Staaten | 53,87 s |           |
| 7     | 1    | Barbora Seemanová   | Tschechien         | 53,98 s |           |
| 8     | 8    | Andrea Murez        | Israel             | 54,06 s | NR        |

### Vorlauf 7
| Platz | Bahn | Schwimmerin         | Nation         | Zeit    | Anmerkung |
| ----- | ---- | ------------------- | -------------- | ------- | --------- |
| 1     | 4    | Cate Campbell       | Australien     | 52,80 s |           |
| 2     | 5    | Penny Oleksiak      | Kanada         | 52,95 s |           |
| 3     | 6    | Yang Junxuan        | China          | 53,02 s | Rückzug   |
| 4     | 1    | Kayla Sanchez       | Kanada         | 53,12 s | Rückzug   |
| 5     | 3    | Michelle Coleman    | Schweden       | 53,53 s |           |
| 6     | 2    | Freya Anderson      | Großbritannien | 53,61 s |           |
| 7     | 8    | Wu Qingfeng         | China          | 53,87 s |           |
|       | 7    | Federica Pellegrini | Italien        | DNS     |           |

### Zusammenfassung
| Platz | Vorlauf | Bahn | Schwimmerin              | Nation             | Zeit        | Anmerkung |
| ----- | ------- | ---- | ------------------------ | ------------------ | ----------- | --------- |
| 1     | 6       | 4    | Emma McKeon              | Australien         | 52,13 s     | OR        |
| 2     | 6       | 5    | Siobhán Haughey          | Hongkong           | 52,70 s     | AS        |
| 3     | 6       | 6    | Anna Hopkin              | Großbritannien     | 52,75 s     | NR        |
| 4     | 7       | 4    | Cate Campbell            | Australien         | 52,80 s     |           |
| 5     | 5       | 4    | Sarah Sjöström           | Schweden           | 52,91 s     |           |
| 6     | 7       | 5    | Penny Oleksiak           | Kanada             | 52,95 s     |           |
| 7     | 5       | 2    | Pernille Blume           | Dänemark           | 52,96 s     |           |
| 8     | 7       | 6    | Yang Junxuan             | China              | 53,02 s     | Rückzug   |
| 9     | 5       | 5    | Femke Heemskerk          | Niederlande        | 53,10 s     |           |
| 10    | 7       | 1    | Kayla Sanchez            | Kanada             | 53,12 s     | Rückzug   |
| 11    | 5       | 3    | Abbey Weitzeil           | Vereinigte Staaten | 53,21 s     |           |
| 12    | 7       | 3    | Michelle Coleman         | Schweden           | 53,53 s     |           |
| 13    | 5       | 1    | Signe Bro                | Dänemark           | 53,54 s     |           |
| 14    | 7       | 2    | Freya Anderson           | Großbritannien     | 53,61 s     |           |
| 15    | 5       | 6    | Charlotte Bonnet         | Frankreich         | 53,67 s     |           |
| 16    | 6       | 2    | Marie Wattel             | Frankreich         | 53,71 s     |           |
| 16    | 6       | 3    | Ranomi Kromowidjojo      | Niederlande        | 53,71 s     | Rückzug   |
| 18    | 6       | 7    | Erika Brown              | Vereinigte Staaten | 53,87 s     |           |
| 18    | 7       | 8    | Wu Qingfeng              | China              | 53,87 s     |           |
| 20    | 5       | 7    | Marija Kamenewa          | ROC                | 53,92 s     |           |
| 21    | 6       | 1    | Barbora Seemanová        | Tschechien         | 53,98 s     |           |
| 22    | 6       | 8    | Andrea Murez             | Israel             | 54,06 s     | NR        |
| 23    | 4       | 8    | Fanny Teijonsalo         | Finnland           | 54,69 s     |           |
| 24    | 5       | 8    | Janja Šegel              | Slowenien          | 54,73 s     |           |
| 25    | 4       | 5    | Erin Gallagher           | Südafrika          | 54,75 s     |           |
| 26    | 4       | 7    | Maria Ugolkova           | Schweiz            | 54,86 s     |           |
| 27    | 4       | 4    | Lidón Muñoz del Campo    | Spanien            | 54,97 s     |           |
| 28    | 4       | 3    | Anastassija Schkurdaj    | Belarus            | 55,17 s     |           |
| 29    | 3       | 4    | Kalia Antoniou           | Zypern             | 55,38 s     |           |
| 30    | 4       | 6    | Larissa Oliveira         | Brasilien          | 55,53 s     |           |
| 31    | 3       | 6    | Anicka Delgado           | Ecuador            | 55,56 s     | NR        |
| 32    | 4       | 2    | Julie Meynen             | Luxemburg          | 55,69 s     |           |
| 33    | 3       | 5    | Farida Osman             | Ägypten            | 55,74 s     |           |
| 34    | 3       | 7    | Snæfríður Jórunnardóttir | Island             | 56,15 s     |           |
| 35    | 3       | 1    | Bianca Costea            | Rumänien           | 56,35 s     |           |
| 36    | 4       | 1    | Quah Ting Wen            | Singapur           | 56,36 s     |           |
| 37    | 3       | 3    | Ieva Maļuka              | Lettland           | 56,39 s     |           |
| 38    | 3       | 2    | Miriam Sheehan           | Puerto Rico        | 56,64 s     |           |
| 39    | 3       | 8    | Amel Melih               | Algerien           | 56,65 s     |           |
| 40    | 2       | 4    | Mia Blazhevska Eminova   | Nordmazedonien     | 57,19 s     |           |
| 41    | 2       | 3    | Jillian Crooks           | Cayman Islands     | 57,32 s     |           |
| 42    | 2       | 5    | Jenjira Srisa-Ard        | Thailand           | 57,42 s     |           |
| 43    | 2       | 7    | Maria Schutzmeier        | Nicaragua          | 57,94 s     |           |
| 44    | 2       | 1    | Colleen Furgeson         | Marshallinseln     | 58,71 s     |           |
| 45    | 2       | 2    | Warsenik Manutscharjan   | Armenien           | 59,18 s     |           |
| 46    | 2       | 6    | Jeanne Boutbien          | Senegal            | 59,27 s     |           |
| 47    | 2       | 8    | Catarina Sousa           | Angola             | 59,35 s     |           |
| 48    | 1       | 3    | Abiola Ogunbanwo         | Nigeria            | 59,74 s     | NR        |
| 49    | 1       | 4    | Andela Antunović         | Montenegro         | 1:00,01 min |           |
| 50    | 1       | 5    | Gaurika Singh            | Nepal              | 1:00,11 min |           |
| 51    | 1       | 6    | Mineri Gomez             | Guam               | 1:04,00 min |           |
|       | 7       | 7    | Federica Pellegrini      | Italien            | DNS         |           |

## Halbfinale
Donnerstag, 29. Juli 2021, 3:53 Uhr MESZ

### Lauf 1
| Platz | Bahn | Schwimmerin      | Nation         | Zeit    | Anmerkung |
| ----- | ---- | ---------------- | -------------- | ------- | --------- |
| 1     | 4    | Siobhán Haughey  | Hongkong       | 52,40 s | AS        |
| 2     | 5    | Cate Campbell    | Australien     | 52,71 s |           |
| 3     | 3    | Penny Oleksiak   | Kanada         | 52,86 s |           |
| 4     | 6    | Femke Heemskerk  | Niederlande    | 52,93 s |           |
| 5     | 1    | Marie Wattel     | Frankreich     | 53,12 s |           |
| 6     | 7    | Freya Anderson   | Großbritannien | 53,53 s |           |
| 7     | 2    | Michelle Coleman | Schweden       | 53,73 s |           |
| 8     | 8    | Wu Qingfeng      | China          | 54,86 s |           |

### Lauf 2
| Platz | Bahn | Schwimmerin      | Nation             | Zeit    | Anmerkung |
| ----- | ---- | ---------------- | ------------------ | ------- | --------- |
| 1     | 4    | Emma McKeon      | Australien         | 52,32 s |           |
| 2     | 3    | Sarah Sjöström   | Schweden           | 52,82 s |           |
| 3     | 2    | Abbey Weitzeil   | Vereinigte Staaten | 52,99 s |           |
| 4     | 5    | Anna Hopkin      | Großbritannien     | 53,11 s |           |
| 5     | 6    | Pernille Blume   | Dänemark           | 53,26 s |           |
| 6     | 7    | Signe Bro        | Dänemark           | 53,55 s |           |
| 7     | 8    | Erika Brown      | Vereinigte Staaten | 53,58 s |           |
| 8     | 1    | Charlotte Bonnet | Frankreich         | 54,10 s |           |

### Zusammenfassung
| Platz | Vorlauf | Bahn | Schwimmerin      | Nation             | Zeit    | Anmerkung |
| ----- | ------- | ---- | ---------------- | ------------------ | ------- | --------- |
| 1     | 2       | 4    | Emma McKeon      | Australien         | 52,32 s |           |
| 2     | 1       | 4    | Siobhán Haughey  | Hongkong           | 52,40 s | AS        |
| 3     | 1       | 5    | Cate Campbell    | Australien         | 52,71 s |           |
| 4     | 2       | 3    | Sarah Sjöström   | Schweden           | 52,82 s |           |
| 5     | 1       | 3    | Penny Oleksiak   | Kanada             | 52,86 s |           |
| 6     | 1       | 6    | Femke Heemskerk  | Niederlande        | 52,93 s |           |
| 7     | 2       | 2    | Abbey Weitzeil   | Vereinigte Staaten | 52,99 s |           |
| 8     | 2       | 5    | Anna Hopkin      | Großbritannien     | 53,11 s |           |
| 9     | 1       | 1    | Marie Wattel     | Frankreich         | 53,12 s |           |
| 10    | 2       | 6    | Pernille Blume   | Dänemark           | 53,26 s |           |
| 11    | 1       | 7    | Freya Anderson   | Großbritannien     | 53,53 s |           |
| 12    | 2       | 7    | Signe Bro        | Dänemark           | 53,55 s |           |
| 13    | 2       | 8    | Erika Brown      | Vereinigte Staaten | 53,58 s |           |
| 14    | 1       | 2    | Michelle Coleman | Schweden           | 53,73 s |           |
| 15    | 2       | 1    | Charlotte Bonnet | Frankreich         | 54,10 s |           |
| 16    | 1       | 8    | Wu Qingfeng      | China              | 54,86 s |           |

## Finale
Freitag, 30. Juli 2021, 3:59 Uhr MESZ

| Platz | Bahn | Schwimmerin     | Nation             | Zeit    | Anmerkung |
| ----- | ---- | --------------- | ------------------ | ------- | --------- |
| 1     | 4    | Emma McKeon     | Australien         | 51,96 s | OR OC     |
| 2     | 5    | Siobhán Haughey | Hongkong           | 52,27 s | AS        |
| 3     | 3    | Cate Campbell   | Australien         | 52,52 s |           |
| 4     | 2    | Penny Oleksiak  | Kanada             | 52,59 s | NR        |
| 5     | 6    | Sarah Sjöström  | Schweden           | 52,68 s |           |
| 6     | 7    | Femke Heemskerk | Niederlande        | 52,79 s |           |
| 7     | 8    | Anna Hopkin     | Großbritannien     | 52,83 s |           |
| 8     | 1    | Abbey Weitzeil  | Vereinigte Staaten | 53,23 s |           |